# Základní škola a mateřská škola Třebíč, Na Kopcích 342
Základní škola a mateřská škola Na Kopcích je základní škola s rozšířenou výukou výpočetní techniky. Založena byla 1. září 1996, tím se stala nejnovější základní školou v Třebíči. Mateřská škola byla otevřena k 1. září roku 2008. Statut školy s rozšířenou výukou výpočetní techniky škola získala v roce 2001. ZŠ se účastní projektu České televize Digináves, škola vytváří regionální zpravodajství vysílané na ČT. V roce 2020 při pandemii onemocnění covid-19 byla škola vyčleněná pro děti zdravotníků.

## Areál školy

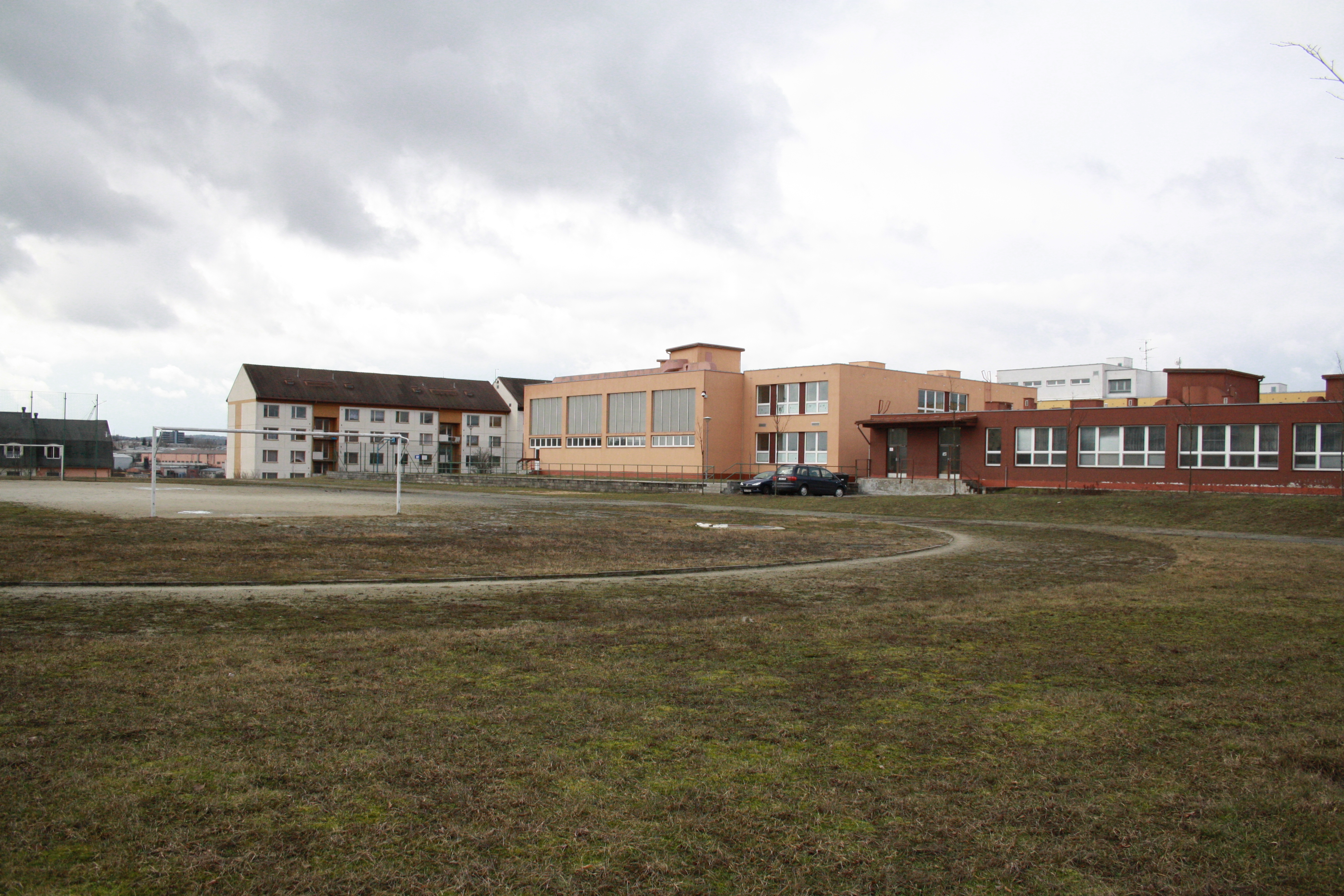
Sportovní areál školy

Areál školy se nachází na východní straně města na Novém Městě, jeho součástí je budova základní školy a mateřské školy, tenisový kurt, škvárové hřiště, sportoviště s umělým povrchem, tělocvičny a jídelna.
Do školského obvodu školy spadá zhruba východní část Nových Dvorů (sídliště Nové Dvory) na východ od ulice Velkomeziříčské a dále sídliště Nového Města (sídliště Brněnská a Na Kopcích). Mimo to je k Základní škole Na Kopcích přiškolen Ptáčov.
Historicky je se Základní školou Na Kopcích spojena socha Hudba stojící na Masarykově náměstí. Původně byla tato socha od akademického sochaře Zdeňka Řehoříka určena právě pro budovanou školu.

## Tradiční akce
- Ples ZŠ Na Kopcích
- folkový festival Setkání na kopci

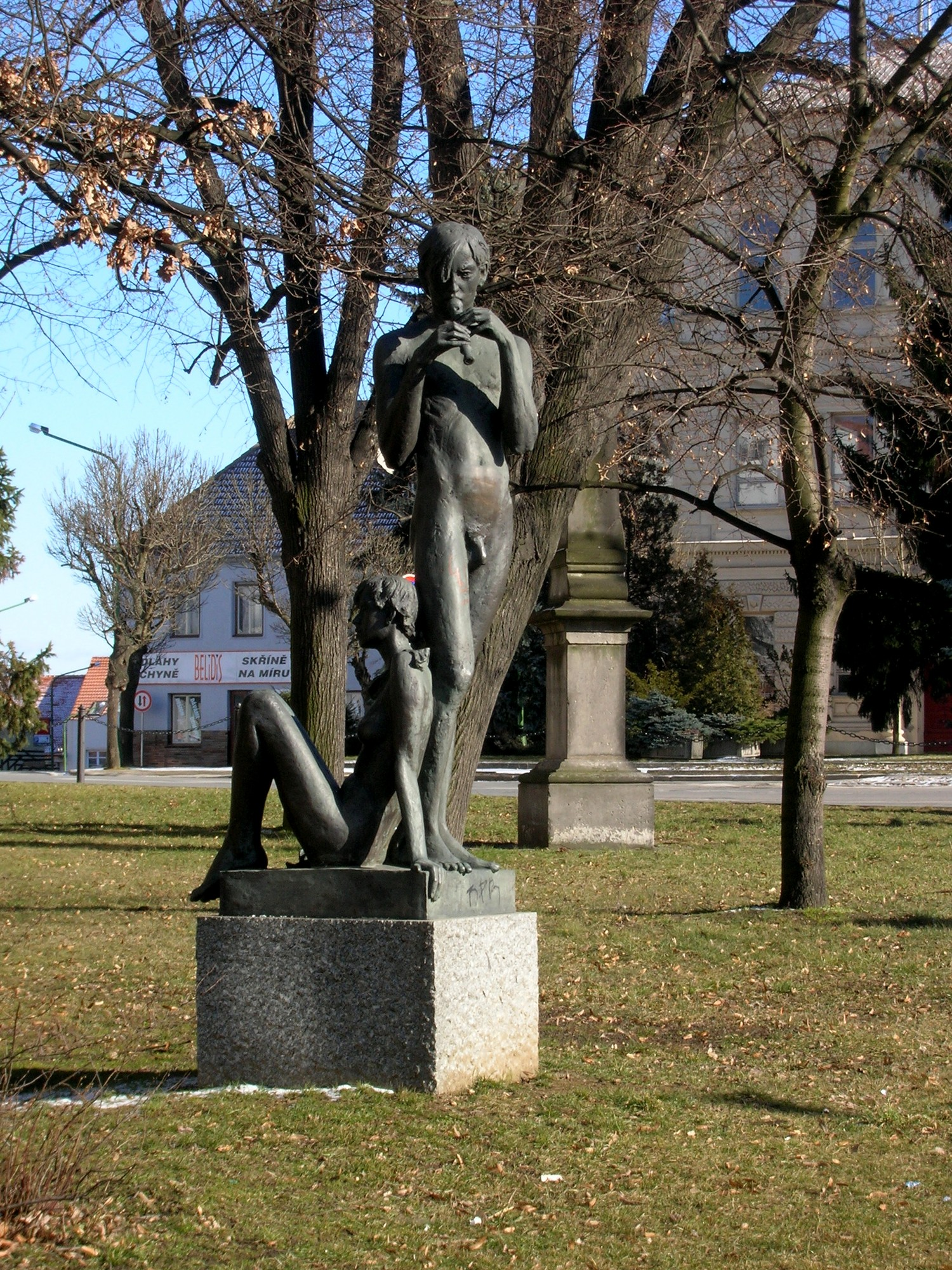
Socha Hudba od Z. Řehoříka

- cykloturistická akce Z Kopců do přírody

## Vedení školy
- Vladimír Nahodil
- Pavel Pacal
- Andrea Byrtusová
- Lenka Kubínyová, od 1. února do 30. června 2015
- Vítězslav Bártl, jmenován 1. července 2015[6]

## Absolventi
- FattyPillow – český streamer a youtuber